# Dobri (otok)
Dobri otok nenaseljeni je otočić u Paklenim otocima pored Hvara. Leži 0,5 km južno od rta Kovač na otoku Sveti Klement. Najviši vrh je visok 52 mnm.
Njegova površina iznosi 0,297 km². Dužina obalne crte iznosi 2,79 km.